# Rosario Brindis Álvarez
María del Rosario Brindis Álvarez (Puebla, 6 de noviembre de 1978) es una política mexicana perteneciente al Partido Verde Ecologista de México. Entre 2009 y 2012 sirvió como Diputada por la LXI Legislatura del Congreso de la Unión de México representando al estado de Puebla.

## Carrera
En la década de 2000, Brindis Álvarez ejerció diversos cargos vinculada al Partido Verde Ecologista. El 29 de agosto de 2009 tomó protesta como Diputada por la LXI Legislatura del Congreso de la Unión de México por el principio de representación proporcional ante el estado de Puebla, además de desempeñarse como secretaria de la comisión de Presupuesto y Cuenta Pública e integrante de las comisiones de Derechos Humanos y Protección Civil, entre otras. Al finalizar su periodo, siguió ligada al partido como consultora y asesora en políticas públicas en proyectos institucionales.